# 浴室春情
《浴室春情》（英語：Deep End，也译作《早春》）是一部1970年电影，耶日·斯科利莫夫斯基执导，简·阿舍、约翰·莫尔德·布朗主演。影片情节设定在伦敦市郊，片中插曲《Mother Sky》、《But I Might Die Tonight》颇有名气。很长时间人们以为该片已被遗失，但2000年代美国电视台重新播放了该片并发行了DVD。2011年5月6日影片重新在英国发行。